# Eutrichota connexa
Eutrichota connexa är en tvåvingeart som först beskrevs av Stein 1920.  Eutrichota connexa ingår i släktet Eutrichota, och familjen blomsterflugor. Arten har ej påträffats i Sverige.